# Szépek és bolondok
A Szépek és bolondok Szász Péter hetedik játékfilmje. 1976-ban mutatták be.

„Kevés filmben jelenik meg ennyire közvetlen egyszerűséggel, ugyanakkor a társadalmi és a történelmi szempontokat is magába foglaló intenzitással a hetvenes évek hétköznapi emberének sorsa, tragikus kicsinysége és komikus nagysága, az élet kiúttalansága és a reménytelenségből kitörni vágyó lélek elszántsága.”

– Gelencsér Gábor

A főszereplő Ivicz – egykor pék, a film jelenidejében kenyérkihordó, minden hétvégén pedig futballbíró ócska NB/III-as focimeccseken; leginkább vidéken. Komor, szigorú és megvesztegethetetlen; a focipálya feltétlen ura. Partjelzőivel, a linkóci Fedákkal (Bodrogi) és a nőcsábász Gadácsival (Andor) vonatozik a meccsre. Mindhárman azt remélik, hogy egyszer talán ír róluk a Népsport.
A meccs városában a szomorú cukrászné (Meszléry Judit alakítja) Ivicz szerelmében reménykedik. A futballbíró e mellett az esély mellett is elmegy vakon.

## Szereplők
- Ivicz István, kenyérkihordó, futballbíró... Kállai Ferenc
- Fedák Károly, partjelző... Bodrogi Gyula
- Gadácsi, partjelző... Andor Tamás
- Kátay, intéző... Haumann Péter
- Maár Ida, cukrász.... Meszléry Judit
- Nelli... Tábori Nóra
- ellenőr... Koltai Róbert
- pályagondnok... Baranyi László
- fodrász... Tarján Györgyi
- Ida idősebb lánya... Balogh Teri
- Ida kisebb lánya... Varga Márta
- Hadai Harrer Győző

## Díjak
- 1977, Teherán: a legjobb férfialakítás (Kállay Ferenc)

## Külső hivatkozások
- Hunnia Filmstúdió Archiválva 2016. március 4-i dátummal a Wayback Machine-ben